# Blue Train (album)
| Recensione                          | Giudizio |
| ----------------------------------- | -------- |
| AllMusic                            | [ 2 ]    |
| The Penguin Guide to Jazz           | [ 3 ]    |
| The Rolling Stone Jazz Record Guide | [ 4 ]    |

Blue Train è il secondo album discografico di John Coltrane pubblicato nel 1958. Viene considerato uno dei capolavori del genere jazz. L'album è stato inserito nella Grammy Hall of Fame nel 1999. Durante un'intervista nel 1960, lo stesso Coltrane si riferì all'album definendolo il suo preferito fra tutti quelli che aveva inciso sino ad allora.

## Descrizione
Tutti i pezzi furono composti da Coltrane, con l'eccezione di I'm Old Fashioned, di Jerome Kern e Johnny Mercer. La traccia che dà il titolo all'album, un blues in tonalità minore (che cambia in maggiore nel corso degli assoli), contiene un assolo di Coltrane che è considerato uno dei suoi migliori del periodo hard bop.
Questo è il quinto album di Coltrane come capo di una formazione jazz (fu preceduto da Dakar, Coltrane, Lush Life e The Last Trane oltre ad alcuni album codiretti negli anni precedenti), l'unico prodotto per l'etichetta Blue Note Records, ed è un disco ancora legato alla tradizione blues sia nella costruzione armonica sia nei soli, che difatti sono sempre molto melodici e ricchi di quei classici fraseggi blues. Da questo album in poi Coltrane si proporrà sempre una costante ricerca di nuovi suoni e nuove costruzioni armoniche, che lo porteranno fino ad incisioni come Ascension, tipico esempio di free jazz.
Le cinque tracce originali dell'LP furono rimasterizzate in digitale nel 1990 per la ristampa dell'album in formato Compact Disc.
Nel 1997 fu pubblicato The Ultimate Blue Train, una versione estesa del disco originale con l'aggiunta di due alternate takes provenienti dalle sessioni in studio.

## Tracce

### LP
(1958, Blue Note Records, BLP 1577)
Lato A (BN 1577-A)
Musiche di John Coltrane.
1. Blue Train – 10:40
2. Moment's Notice – 9:08

Durata totale: 19:48
Lato B (BN 1577-B)
Musiche di John Coltrane, eccetto dove indicato.
1. Locomotion – 7:12
2. I'm Old Fashioned (strumentale) – 7:55 (testo: Johnny Mercer – musica: Jerome Kern)
3. Lazy Bird – 7:04

Durata totale: 22:11
- Durata brani (non accreditati nel LP originale), ricavati dal CD pubblicato nel 1991 dalla Blue Note Records (UDCD 547)

## Accoglienza
L'album raggiunse subito la prima posizione nella classifica generale degli album jazz, in quella degli album jazz tradizionali e in quella generica degli album in vinile (il primo disco jazz in quasi cinque anni); raggiunse inoltre la settima posizione nella classifica Top Album Sales, la sesta degli album Tastemaker e la numero 95 nella Billboard 200.

## Formazione
- John Coltrane - sax tenore
- Lee Morgan - tromba
- Curtis Fuller - trombone
- Kenny Drew - pianoforte
- Paul Chambers - basso
- Philly Joe Jones - batteria

## Lascito artistico
Il successivo album di Coltrane del 1959 Giant Steps, avrebbe aperto nuovi orizzonti melodici e armonici nel jazz, mentre Blue Train risente ancora degli stilemi hard bop dell'epoca. Due delle canzoni contenute nell'album, Moment's Notice e Lazy Bird, sono il primo esempio documentato della tecnica "Coltrane changes" ideata dal musicista, che si sarebbe poi sviluppata maggiormente in Giant Steps.
La foto di copertina, un ritratto di un pensieroso Coltrane opera di Francis Wolff, ha ispirato il design per gli album 12 Bar Blues di Scott Weiland del 1998, e per All of the Above di J-Live.